# Castell de Relleu
El Castell de Relleu és al municipi de Relleu (a la Marina Baixa, País Valencià). Es troba sobre un tossal de 440 metres d'altura, a prop del nucli urbà. Té planta poligonal irregular i una superfície d'uns 600 metres quadrats. El contorn ve delimitat per llenços de diverses tipologies constructives, com tapials de gran duresa, sobre murs de maçoneria. A l'interior es troben restes d'edificacions i un aljub. Al llenç d'un tram del mur extern es pot trobar el llindar del buit de pas. Els aspectes ornamentals són inexistents. Si hi va haver algun detall, en l'actualitat és desaparegut o, al contrari, podria ésser ocult a les capes del rebliment, el qual és considerable.